# Belli dentro
Belli dentro è una sitcom italiana che parla della vita in carcere di alcuni detenuti. La serie è stata ideata dalla sceneggiatrice Giovanna Koch che ha firmato il soggetto di serie in collaborazione con i detenuti del carcere di San Vittore di Milano e della redazione di ildue.it, che sono stati consultati grazie alla guida e al generoso impegno della giornalista e direttrice di "Magazine 2" (rivista di San Vittore), Emilia Patruno, durante la scrittura dei soggetti degli episodi che sono stati firmati per la prima stagione da Giovanna Koch e Edoardo Erba. Le sceneggiature sono state invece firmate da alcuni scrittori collegati all'esperienza del teatro Zelig, sotto la supervisione di Giancarlo Bozzo. Il primo episodio è andato in onda il 13 febbraio 2005 su Canale 5 e poi dalla 3ª stagione su Italia 1.
La serie narra in modo umoristico e parodistico la vita quotidiana dei detenuti, con una particolare attenzione alle regole della vita carceraria e agli espedienti delle persone ristrette per renderla più umana e sostenibile.
Dalla seconda stagione la sitcom è stata registrata all'interno del locale Zelig di viale Monza a Milano, con pubblico in studio. Si tratta di una innovazione che fino ad allora nessun programma di questo genere aveva ancora adottato. Dalla terza stagione le registrazioni sono state fatte presso il Teatro 5 di via Feltre a Milano. La sigla è la canzone Jailhouse Rock di Elvis Presley.

## Personaggi e interpreti

### Le donne
- Gonni (Geppi Cucciari), sarda, un talento artistico deviato verso la produzione di falsi, in combutta col marito Ciccio. Possiede equilibrio, senso pratico, forza di volontà. È stata lei a mandare a monte l'attività illegale di famiglia, sbagliando il colore di una banconota. Il suo unico cruccio è la figlia tredicenne, Anna, alla quale non vuol dire di essere finita in carcere: si è inventata - per lei - un lavoro in Alaska, ma è una menzogna molto impegnativa e faticosa.
- Lilly (Brunella Andreoli), ladra d'appartamenti. Cinica e disillusa è il Franti della cella, sempre in perenne contrasto con l'istituzione che a lei non concede né permessi né facilitazioni. Precisa ed esigente fino all'ossessione, ha in mente un solo scopo: evadere. Ma dentro (molto dentro) nasconde un cuore tenero e un grande bisogno d'affetto. Ha origini milanesi e pugliesi. Ha una tartaruga, di nome Tartara.
- Jolanda (Alessandra Ierse), una prostituta bergamasca, condannata per tentato omicidio: ha accoltellato il suo protettore, che è sopravvissuto e gliel'ha giurata, ma con il quale intrattiene ancora una tenera corrispondenza. È bella, un po' tonta, fresca, naturale e soprattutto accomodante. Generosa e servizievole è un cuor d'oro e un cuor contento.
- Maria (Maria Rossi) è l'agente della casa penitenziaria in servizio nella sezione femminile, ha una profonda voce maschile ed è capace di deprimere l'intero carcere con la sua tristezza.
- Suora (Pia Engleberth) è una suora che ogni tanto fa visita alle carcerate (a volte anche ai carcerati); è molto golosa, quasi completamente sorda (le ragazze le devono urlare nell'orecchio per comunicare con lei) e anche un po' manesca.

### Gli uomini
- Ciccio (Claudio Batta) calabrese, truffatore e falsario, il malvivente italico per eccellenza, furbo quanto ignorante, autoritario quanto conformista. È insieme cuoco e capocella. È sposato con Gonni (in cella nella sezione femminile, perché sua complice) e ha con lei una figlia di tredici anni, Anna. È tifoso della Reggina.
- Mariano (Stefano Chiodaroli) ladro di automobili e picchiatore dal cuore d'oro. Ingenuo e stupidotto, è pronto ad entusiarmarsi quanto ad avvilirsi. Ha un mucchio di muscoli che lo aiutano a mimare una grande aggressività, dietro la quale nasconde la sua bassissima autostima. Lavora al Call Center del carcere dove incontra la moglie di Ciccio: svolge tra i due coniugi (e dunque anche tra le due celle) una funzione di intermediario. Aspirante lottatore di wrestling, ha per idolo e "padre spirituale" Hulk Hogan.
- Eugenio (Leonardo Manera) il transito. Arriva nella cella di Ciccio e Mariano per restarci solo qualche giorno e invece non se ne va più. Animo sensibile e poetico, intelligente e colto, ha un solo difetto: è completamente fuori di testa. Gli altri lo destinano a capro espiatorio. Eppure è lui, con la sua grande creatività e il suo interloquire raffinato a risolvere quasi tutti i problemi. Non si sa - e non si riesce a sapere - che reato abbia commesso. In una puntata si disse che uccise alcune persone per fabbricarsi la schiuma da barba. (Fino alla terza stagione).
- Scrocco (Giovanni Palladino) è la persona più scroccona di tutto il carcere, pranza a sbafo nella cella di Ciccio, Mariano ed Eugenio ogni volta che può, organizza scommesse clandestine fra i carcerati.
- Pasquale (Toni Rucco) napoletano, è l'agente di buon cuore, che sogna di fare il doppiatore ed imita gli attori americani del grande schermo. Ha una fidanzata filippina che si ostina a tenerlo sulla corda. Caldo, umano e coinvolgente, fatica a tenere alla regolamentare distanza emotiva i detenuti, ma non esita a tornare burbero all'occorrenza.
- Riccardo (Alessandro Fullin) lo spesino omosessuale; nell'episodio "Sogni d'oro" interpreta anche la zia di Mariano e la signora Allegra; nel finale del medesimo episodio anche la nuova agente Castigata.
- Matteo (Marco Della Noce) sostituisce Eugenio dalla quarta stagione.

### Gli animali
- Prezzemolino: è il topolino presente nella cella femminile. Di lui verrà fatto pure un processo ed un funerale (Seconda stagione).
- Tartara: è la tartaruga presente nella cella femminile. Viene incaricata di andare nell'ufficio tecnico e riportare di volta in volta i pezzi della piantina del carcere per una eventuale evasione. Appartiene a Lilly. (Terza stagione)

### Comparse
Durante i vari episodi, molti attori e personaggi dello spettacolo hanno avuto delle piccole comparse, nel dettaglio:
- Nell'episodio "L'infermità mentale" partecipa Antonio Cornacchione, nei panni dello psicologo.

- Nell'episodio "L'epidemia" partecipa Gabriele Cirilli, nei panni del nuovo dottore.

- Nell'episodio "Il musical" partecipa Michele Foresta, nei panni di Francesco Arveda, un regista teatrale.

- Nell'episodio "L'ospite" partecipa Angela Finocchiaro, nei panni di una nuova detenuta, una donna con problemi di "depressione".

- Nell'episodio "Il direttore" partecipa Claudio Bisio, come finto detenuto, in realtà è il nuovo direttore.

- Nell'episodio "Il parlamentare" partecipa Enrico Bertolino, un vecchio amico di Lilli che è diventato un parlamentare.

- Nell'episodio "Magia nera" partecipa Max Pisu nei panni di un improbabile calciatore, nuovo detenuto per aver fatto fallire un'azienda commerciale, leader nella vendita per corrispondenza.

- Nell'episodio "Associazione a delinquere" partecipa Franco Neri nei panni del cognato di Ciccio.

- Nell'episodio "Indultino" compaiono Ale & Franz nei panni degli avvocati.

- Negli episodi "Missing Ciccio" ed "Alta tensione" partecipa Luca Klobas aka Gianluca Clobaz, nei panni di Tony Manero, un nuovo detenuto facente parte della banda del Brenta che sostituisce Ciccio nella cella maschile.

- Nell'episodio "Si salvi chi può" partecipa Marco Marzocca nei panni del prete.

- Nell'episodio "L'importanza di essere sinceri" partecipa Pedro Sarubbi nei panni del mandante di Don Carmine.

- Nell'episodio "Pollo al centro" partecipa Raul Cremona.

- Nell'episodio "La Stramariano" partecipa Terry Schiavo nei panni di Rosa, una nuova detenuta, veggente e collega di Jolanda.

- Nell'episodio "L'orgoglio di Mariano" compaiono Diego Parassole, nei panni di Marcello, un nuovo detenuto addetto al Call Center del carcere, e i Pali e Dispari che interpretano due nuovi carcerati. Compare anche Claudio Sterpone.

- Nell'episodio "Scene da un matrimonio" partecipa Emanuela Folliero.

- Nell'episodio "Bon ton" partecipa Cinzia Marseglia nei panni della formatrice del corso di aggiornamento per il Call Center.

- Nell'episodio "On air" partecipano DJ Albertino e ancora Diego Parassole nei panni di Marcello, dj anni 80.

- Nell'episodio "L'ombra nel cassetto" partecipa Checco Zalone nei panni di Giovanni Mazzariello, il nuovo agente napoletano, sogna di fare un duetto con Gigi D'Alessio.

- Nell'episodio "Troppi ma buoni" partecipa Alessandro Betti nei panni di un detenuto.

- Nell'episodio "To clean or not to clean" partecipa Rosalia Porcaro nei panni della nuova agente.

- Nell'episodio "La guerra del golf" partecipa Enrico Ruggeri nei panni del Duca Guglielmo Brandi Turchetta di Montefulvo, un nuovo detenuto.

- Nell'episodio "Gonny & Clyde" partecipa Paolo Brosio nel ruolo di Marco, un innamorato sconosciuto.

- Nell'episodio "Colpi di fulmine" partecipa Denny Mendez nel ruolo di Mara, una nuova detenuta.

- Nell'episodio "Tra demonio e santità" partecipa Dario Vergassola nei panni di Pio Clerichetti, un quasi-prete arrestato per aver sottratto soldi al Vaticano al fine di fondare un centro di recupero contro la perdizione a Las Vegas. È stato il primo fidanzato di Gonni.

## Episodi
| Stagione         | Episodi | Prima TV  |
| ---------------- | ------- | --------- |
| Prima stagione   | 15      | 2005      |
| Seconda stagione | 15      | 2006      |
| Terza stagione   | 20      | 2007      |
| Quarta stagione  | 20      | 2008-2012 |